# Emanuel Bruzelius
Emanuel Bruzelius, född 12 december 1786 i Stockholm, död 9 december 1832, var en svensk boktryckare.
Bruzelius blev student vid Uppsala universitet 1808, och började snart arbeta, först 1809 som bokhandlare, och från 1811 som boktryckare i Uppsala. Han skaffade sig snart även filialer i Stockholm, Örebro, Västerås och Karlstad.
Han var själv en flitig författare, särskilt inom det juridiska området. Åren 1811–1822 företog han även utgivandet av det stora bandet Bibliothek der Deutschen Classiker. En annan av de viktigare arbeten som utgick från hans tryckeri var Kalender för Damer, som bland sina medarbetare räknade Vitalis och Karl August Nicander. Han utgav även Tidning i blandade ämnen och grundade 1831 tidningen Uppsala Correspondenten.
Emanuel Bruzelius var son till magister Johannes Bruzelius och Maria Christina Schalén.